# Achates (Schiff, 1930)
HMS Achates (H12) war ein 1930 in Dienst gestellter Zerstörer der A-Klasse der britischen Royal Navy, der im Zweiten Weltkrieg verloren ging.
Der Zerstörer wurde mit den Battle Honours „Atlantic 1940–42“, „Bismarck 1941“, „North Africa 1942“, „Arctic 1942“ und „Barents Sea 1942“ ausgezeichnet.
Bei der Verteidigung des Nordmeergeleits JW 51B wurde die Achates am 31. Dezember 1942 von dem Deutschen Schweren Kreuzer Admiral Hipper versenkt.

## Geschichte des Schiffes
Das Schiff lief am 4. Oktober 1929 als Teil der ersten Zerstörerklasse der Royal Navy, die nach Ende des Ersten Weltkriegs gebaut wurde, bei John Brown & Company in Clydebank vom Stapel. In Dienst gestellt wurde es am 27. März 1930. Die Erfahrungen mit den zwei vorher gebauten Prototypen Ambuscade und Amazon flossen in die Planung und den Bau der neuen Klasse ein. Der neue Zerstörer war das fünfte Schiff der Royal Navy, das nach einem treuen Waffengefährten Achates aus der römischen Mythologie benannt war. Ihre Namensvorgängerin war ein ebenfalls bei John Brown & Co. gebauter Zerstörer der Acasta-Klasse, der von 1913 bis 1921 bei der Royal Navy im Dienst war.
Achates bildete zunächst gemeinsam mit ihren Schwesterschiffen die 3. Zerstörerflottille, die der Mittelmeerflotte zugeordnet war. Sie ersetzten von der Keppel geführte Zerstörer der V- und W-Klasse.
Im Frühjahr 1931 begleitete der Zerstörer den Flugzeugträger Eagle nach Buenos Aires, um am 14. März 1931 an der Eröffnung der „British Empire Trade Exhibition“ durch den Prince of Wales teilzunehmen. Begleitet von der Achates demonstrierte die Eagle die Fähigkeiten neuer britischer Marineflugzeuge (Nimrod, Osprey, Ripon und Seal) und die der eigenen Éinsatzmaschinen (Flycatcher, Dart und Fairey IIIF) in Buenos Aires, Montevideo und Rio de Janeiro vor Marinevertretern. Beide Schiffe kehrten dann zur Mittelmeerflotte zurück.
1937 ersetzten die neueren Zerstörer der I-Klasse in der „3rd Destroyer Flotilla“ die Schiffe der A-Klasse. Achates kam so im April 1937 zur Reserve in Devonport und wurde dann ab Oktober 1937 bei der lokalen Flottille eingesetzt. Ab März 1939 war das Schiff dann der „6th Submarine Flotilla“ auf der Insel Portland zugeteilt.

### Kriegseinsätze
Bei Kriegsbeginn kam das Schiff zur „18. Zerstörer-Flottille“ im Ärmelkanal. Zu den Aufgaben gehörte die Sicherung von Geleitzügen in diesem Bereich, wozu insbesondere auch die Truppentransporte nach Frankreich zu rechnen waren. Im Frühjahr und Sommer 1940 verblieb der Zerstörer, wieder bei der „3. Flottille“, in heimatlichen Gewässern.
Im Mai 1941 war das Schiff an der Suche nach dem deutschen Schlachtschiff Bismarck beteiligt (Unternehmen Rheinübung). Die Achates begleitete
mit den Schwesterschiffen Anthony und Antelope sowie den Zerstörern Electra, Echo und Icarus den Schlachtkreuzer Hood und das Schlachtschiff Prince of Wales von Scapa Flow zur Dänemarkstraße.

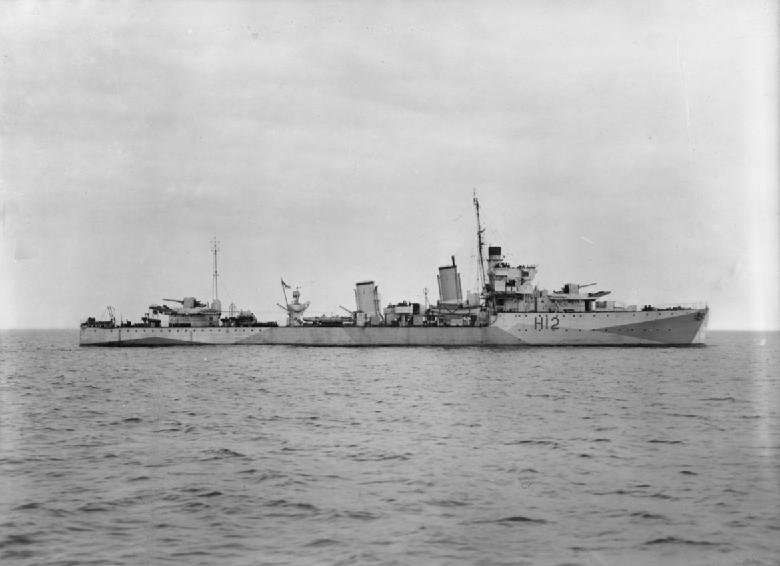
Die nach Minentreffer in Stand gesetzte Achates

Bei einem Angriff der Flugzeugträger Victorious und Furious der Home Fleet im Juli gegen deutsche Stützpunkte in Nordnorwegen, bei dem sie als Eskorte eingesetzt war, erhielt Achates nach einem Maschinenausfall einen Minentreffer, als sie auf dem Rückmarsch in ein britisches Minenfeld trieb. Der Zerstörer verlor Teile des Vorschiffs, 63 Besatzungsangehörige starben durch den Minentreffer und weitere 25 wurden verletzt. Das Schwesterschiff Anthony schleppte die Achates nach Island, wo eine Notreparatur stattfand. Gesichert durch die Anthony versuchte ein Schlepper im August den Havaristen nach Schottland zu bringen. Der Verband musste bei schwerem Wetter die Faroer anlaufen, da die Achates zu sinken drohte. Erst Ende August traf der Zerstörer dann am Tyne ein, wo die Reparatur begann. Die Reparatur, die bis ins Jahr 1942 hinein dauerte, wurde dazu genutzt, die U-Boot-Abwehr- und Flugabwehr-Bewaffnung zulasten der Hauptgeschütze und eines Torpedorohrsatzes zu verstärken. Unter anderem wurde ein Hedgehog und ein Radar eingebaut.
Ab Frühjahr 1942 diente die Achates mehrfach als Eskorte von Nordmeergeleitzügen, durch die die Sowjetunion mit Kriegsmaterial beliefert wurde. Beim Geleitzug PQ 16 bildete sie mit den Zerstörern Ashanti, Martin, Volunteer sowie der polnischen Garland und vier Korvetten sowie dem Flakschiff Alynbank die Geleitgruppe des Konvois, die noch verstärkt wurde durch eine am Geleit stehende Nahsicherungsgruppe mit den Kreuzern Nigeria, Kent, Norfolk und Liverpool sowie weiteren drei Zerstörern. Durch die Angriffe der Luftwaffe gingen von den 35 Transportern des Konvois sieben Schiffe mit 43.205 BRT und 32.400 t Ladung, darunter 147 Panzer, 77 Flugzeuge und 770 Kraftfahrzeuge verloren.

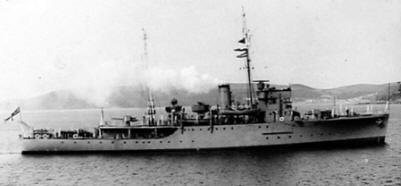
Die Sloop HMS Niger

Die Sicherungsgruppe, verstärkt durch zwei Minensucher und zwei U-Jagd-Trawler, kehrte dann im Juni mit dem Gegengeleit QP 13 von 14 Frachtschiffen wieder nach Island zurück. Obwohl dieser Geleitzug von den Deutschen entdeckt wurde, griffen sie ihn wegen seiner meist leeren Schiffe oder ihrer nur geringwertigen Ladung nicht an, sondern konzentrierten sich auf den nach Osten laufenden Geleitzug PQ 17. Dennoch erlitt dieses Geleit den Verlust von sechs Handelsschiffen mit 38.306 BRT, als Teile des Verbandes am 5. Juli wegen eines Sturmes und starken Nebels in der Dänemark-Straße in ein britisches Minenfeld gerieten. Auch der diese Gruppe führende Minensucher Niger der Halcyon-Klasse sank in dem britischen Minenfeld; nur acht Mann der 127-köpfigen Besatzung konnten gerettet werden.

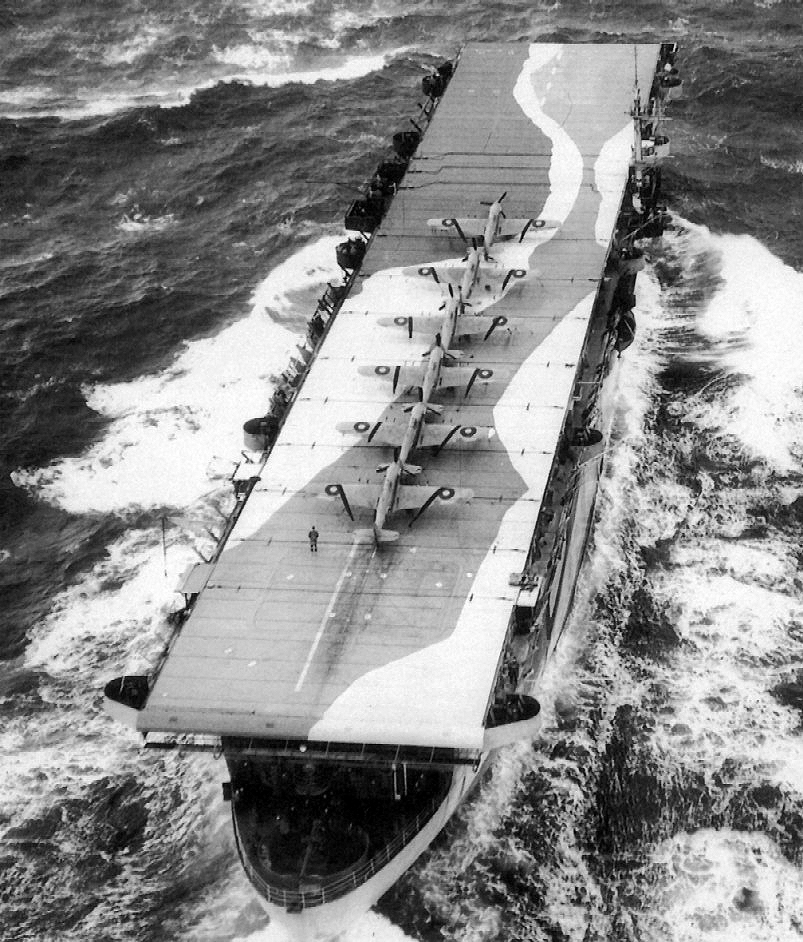
Der Geleitträger Avenger

Beim nächsten Geleit PQ 18 in die Sowjetunion im September 1942 mit 39 Handelsschiffen bildete der Zerstörer mit der Malcolm und Amazon, erneut der Alynbank sowie dem Flakschiff Ulster Queen, vier Korvetten, drei Minensuchern und vier U-Jagd-Trawlern die Geleitgruppe des Konvois. Erstmals kam dazu noch mit der Avenger ein Geleitflugzeugträger mit zwölf Sea Huricanes der FAA-Staffeln 802 und 882 und drei Swordfish mit fünf Besatzungen der Staffel 825, gesondert gesichert von zwei Hunt-Zerstörern. Die Nahdeckungsgruppe unter Konteradmiral Robert Burnett mit dem Kreuzer Scylla und weiteren 16 Zerstörern sollte möglichst nah beim Geleit bleiben. Auch waren zwei Ferndeckungsgruppen in See, um einem deutschen Flottenvorstoß zu begegnen. Die angreifenden deutschen U-Boote versenkten drei Schiffe mit insgesamt 19742 BRT. Allerdings gingen mit U 88, U 589 und U 457 auch drei U-Boote verloren. Der deutschen Luftwaffe gelang die Versenkung von zehn Schiffen mit 55915 BRT. Sie verlor fast 40 Einsatzmaschinen und es war ihr letzter großer Angriff auf ein Nordmeergeleit. Die nach Murmansk und Archangelsk durchgebrachten Schiffe brachten mehr Güter in die Sowjetunion als alle Geleite zuvor zusammen.

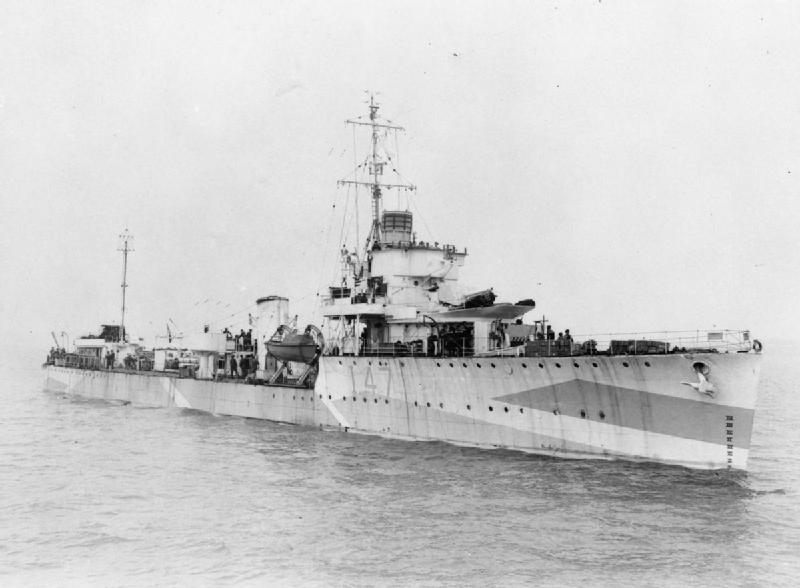
Die Westcott, die zwei französische U-Boote versenkte

Unterbrochen wurden die Nordmeergeleite für die Absicherung der alliierten Landung in Nordafrika (Operation Torch), bei der das Schiff am 8. November 1942 im Zusammenwirken mit dem Zerstörer Westcott bei Oran das französische U-Boot Argonaute versenkte, das die alliierte Flotte anzugreifen versuchte.

### Das Ende der Achates

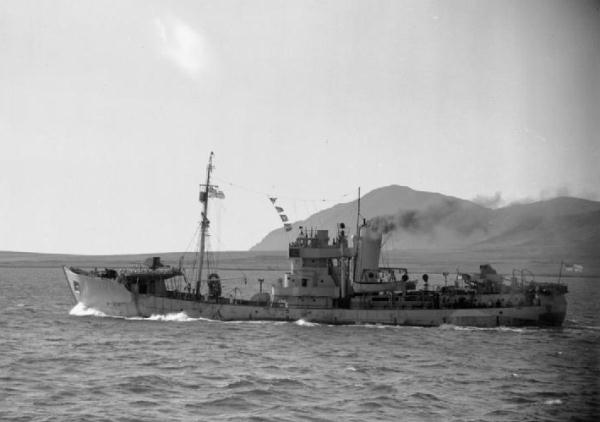
Der Trawler Northern Gem

Das nächste Nordmeergeleit JW 51B von 16 Frachtern, bei dem die Achates mit den Zerstörern Onslow, Obedient, Obdurate, Orwell und Oribi (der dann schon früh den Anschluss durch einen Kompassschaden verlor), zwei Korvetten, dem Minensucher Bramble sowie zwei Trawlern die Geleitgruppe bildeten, wurde am Silvestertag des Jahres 1942 von deutschen Kreuzern und Zerstörern angegriffen (Unternehmen Regenbogen). Der Geleitzug war durch einen überstandenen Sturm zerstreut. Nach der Oribi hatte auch ein Trawler den Kontakt zur Hauptgruppe verloren. Die Bramble, die versuchte, die verlorenen Frachtschiffe wieder zum Konvoi zurückzuführen, wurde alleinfahrend von den deutschen Zerstörern versenkt und sank mit der gesamten Besatzung. In der sich entwickelnden Schlacht in der Barentssee versuchten die verbliebenen fünf Zerstörer, die Angreifer vom Konvoi fernzuhalten, was ihnen weitgehend gelang. Nur die Orwell blieb beim Gefecht dabei weitgehend unbeschädigt. Während die vier Zerstörer der O-Klasse trotz der Schäden einsatzfähig blieben, wurde die Achates durch die schwere Artillerie des Schweren Kreuzers Admiral Hipper voll getroffen. Der Versuch des Trawlers Northern Gem, den schwer beschädigten Zerstörer abzuschleppen, scheiterte. Die Achates kenterte und sank auf 73° 3′ 0″ N, 3° 42′ 0″ O. 81 Besatzungsmitglieder des Zerstörers konnten gerettet werden; 113 Mann verloren ihr Leben.
Das Eingreifen der Kreuzer Jamaica und Sheffield der Nahsicherungsgruppe, die Treffer auf der Hipper erzielten und die Friedrich Eckoldt versenkten, führte zum Abbruch des deutschen Angriffs.